# Blazing Gentlemen
Blazing Gentlemen è il 20° album in studio long playing di Robert Pollard, membro fondatore dei Guided by Voices; venne pubblicato nel 2013 negli Stati Uniti d'America sia in vinile che in CD dalla Guided By Voices Inc. e, nel Regno Unito, dalla Fire Records.

## Tracce
Lato A - "Blazing Gentlemen"
1. Magic Man Hype - 2:35
2. Blazing Gentlemen - 3:19
3. Red Flag Down - 2:50
4. Storm Center Level Seven - 1:25
5. Return Of The Drums - 2:10
6. Piccadilly Man - 0:55
7. Professional Goose Trainer - 1:36
8. Extra Fools' Day - 1:36
9. 1000 Royalty Street - 1:48

Lato B - "My Museum Needs An Elevator"
1. My Museum Needs An Elevator - 3:18
2. Tonight's The Rodeo - 1:51
3. Tea People - 1:34
4. Faking The Boyscouts - 2:34
5. Triple Sec Venus - 1:57
6. This Place Has Everything - 2:27
7. Lips Of Joy - 2:32

## Musicisti
- Todd Tobias: basso, batteria, percussioni, chitarra, tastiere
- Robert Pollard: voce, basso, batteria, chitarra, piano